# Дзёсо
Дзёсо (яп. 常総市 Дзё:со:-си) — город в Японии, находящийся в префектуре Ибараки. Площадь города составляет 123,52 км², население — 62 960 человек (1 августа 2014), плотность населения — 509,72 чел./км².

## Географическое положение
Город расположен на острове Хонсю в префектуре Ибараки региона Канто. С ним граничат города Цукуба, Цукубамирай, Бандо, Симоцума, Мория, Нода и посёлок Ятиё.

## Население
Население города составляет 62 960 человек (1 августа 2014), а плотность — 509,72 чел./км². Изменение численности населения с 1980 по 2005 годы:
| 1980 | 60 809 чел. |  |
| 1985 | 63 247 чел. |  |
| 1990 | 64 344 чел. |  |
| 1995 | 66 029 чел. |  |
| 2000 | 66 245 чел. |  |
| 2005 | 66 536 чел. |  |

## Символика
Деревом города считается вечнозелёный дуб, цветком — цветок сакуры, птицей — Cettia diphone.